# Mandiganal, Kundgol
Mandiganal là một làng thuộc tehsil Kundgol, huyện Dharwad, bang Karnataka, Ấn Độ.